# Walter Baele
Walter Baele (Waregem, 16 mei 1964) is een Vlaamse cabaretier, acteur en eindredacteur, vooral bekend door het creëren en spelen van typetjes.

## Biografie
Baele werd geboren te Waregem als zoon van twee leerkrachten en bracht zijn jeugd vanaf zijn twaalfde door in Zulte. Tijdens zijn jeugdjaren was hij met enkele vrienden actief in de WAC (Waregemse Atletiek Club). Hij behaalde destijds opmerkelijke resultaten op de 400 en 800 meter. In 1984 begon hij te werken als onderwijzer in Overijse. 
In 1992 won Baele het Humorologiefestival en zette hij zijn eerste stappen in de mediawereld. Hij werkte mee aan verschillende televisieprogramma's, waaronder PVBA, Het Liegebeest en De Droomfabriek. Nadien ging hij zich specialiseren in het ontwikkelen van verschillende typetjes. Zo vertolkte hij van 1994 tot 1997 het populaire terugkerende personage "Marcel De Neudt" in De familie Backeljau. Rond diezelfde tijd kreeg hij met zijn typetje Rosa een gelijknamige televisieshow bij de openbare omroep. In 2000 maakte hij het humoristische programma Brussel Nieuwsstraat.
In 1998 werd Baele gevraagd om in de kinderserie Samson en Gert het voordien onzichtbare personage Eugène Van Leemhuyzen een gezicht te geven.
In 2005 schreef Baele zijn eerste jeugdboek, Kriepie, een verhaal voor kinderen tussen 6 en 8 jaar over twee verdwenen heksenkinderen, Tika en Kobe Kriepie.
In de zomer van 2009 was Baele te zien in de minireeks Wij van België, waarin hij prins Filip imiteerde aan de zijde van Nathalie Meskens als prinses Mathilde. De twee acteurs zetten hun rol van Filip en Mathilde voort in Tegen de Sterren op. Naast de rol van prins Filip persifleerde Baele daarin ook nog andere bekende Vlamingen, waaronder ondernemer Willy Naessens. Dit programma kende na een eerste seizoen in 2010 ook een tweede en derde in respectievelijk 2011 en 2012.
Vanaf 2010 zag het publiek Baele vaker een zijsprong maken en niet-komische rollen vertolken. Zo speelde hij bijvoorbeeld mee in de musical Robin Hood, had hij een terugkerende gastrol in de telenovelle Ella en speelde hij mee in een aflevering van de politieserie Aspe.
Walter Baele is getrouwd en heeft sinds 1991 een dochter.

## Theater
Baele toerde verschillende keren langs de Vlaamse theaterzalen, met de volgende producties.
- 1986: Als... (geselecteerd voor het Camerettenfestival en de Wim Sonneveldprijs)
- 1991-1992: De Frits Fricket Show (winnaar van de Humorologieprijs in Marke)
- 1998-2019: Samson en Gert Kerstshow - Eugène Van Leemhuyzen
- 1993-1994: Wie heeft Martin en Yourki gezien?
- 1994-1995: Martha
- 1997-1998: Waarom Rudy? Waarom?
- 1999: Wortels (later herwerkt naar een theaterstuk voor meerdere acteurs)
- 2003-2004: Alle 10 goed
- 2005-2006: Veel tralala
- 2007: Kuifje: De Zonnetempel (Janssen)
- 2007: Baas boven baas (Lars, goeroe, Ayoub, tv-presentator en burgerlijk ingenieur)
- 2009-2010: vRRiesman
- 2010-2011: Klein Gelatine (2010-2011)
- 2012: Robin Hood (Wachter John en Simpele Joe)
- 2013-2014: Het leven zoals het zeker niet is
- 2017: K3 in de ruimte (Captain Space)
- 2018: Doornroosje, de sprookjesmusical (De koning)
- 2018: Er was eens... De sprookjesmusical (De koning)
- 2024: De 3 Biggetjes (vos Loewie)

## Trivia
- Voor het 40-jarig bestaan van de TROS mocht Baele een copresentatie doen samen met Ron Boszhard in het programma Alle remmen los.
- Naast televisieprogramma's is Baele ook actief op de radio en sprak hij reclameboodschappen in voor Hammerit, De Post en Easy.
- In Mega Mindy speelde hij de boef Serafino de Sluwe en stadionomroeper (beide in 2006) alsook astronaut (2014). Nadien, in 2009, speelde hij als de boef Otto ook mee in Het geheim van Mega Mindy.
- Baele vertolkte in de verjaardagsspecial van twintig jaar Samson & Gert, naast de rol van Van Leemhuyzen ook de rol van prins Filip.
- Na meer dan twintig jaar kroop Baele voor het programma Tegen de Sterren op opnieuw in de huid van Marcel De Neudt, het populaire nevenpersonage uit de komische VTM-reeks De familie Backeljau.